# アンナ・ヴェジビツカ
アンナ・ヴェジビツカ [ˈanna vʲɛʐˈbʲitska]（またはアンナ・ヴィェルツビツカ／アナ・ヴィエルビツカ）はポーランド出身の言語学者。現在は、オーストラリア国立大学の名誉教授。ポーランドで生まれ育ち、ワルシャワ大学を卒業後、1972年にオーストラリアに移住し、以後同地在住。20冊以上の著作があり、その多くは外国語にも翻訳されている。
ヴェジビツカは意味論、語用論、文化横断的言語学に関する業績で知られており、特に自然意味的メタ言語、及び意味の原子要素（semantic primes）の概念が有名である。ヴェジビツカの研究は、ゴットフリート・ライプニッツが提唱した「人間の思考のアルファベット」と関連している。この概念は、ポーランドの言語学者アンジェイ・ボグスワフスキ（Andrzej Bogusławski）が1960年代に復活させたものであるとヴェジビツカは認めている。

## 来歴
ヴェジビツカは第二次世界大戦勃発直前の1938年生まれである。1964年にポーランド科学アカデミー文学研究所で博士号を取得、5年後の1969年に大学教授資格を取得した。1973年からはオーストラリア国立大学に勤務し、1989年から教授職に就いている。キャリア全体を通して、故国ポーランドの研究者と緊密に連携し続けたこともあり、自然意味的メタ言語理論の発展と、全ての言語に共通する基本的な意味群を発見したことを評価され、ポーランド科学財団賞を授与された。ヴェジビツカの著作は、人類学、心理学、認知科学、哲学、宗教学、及び言語学といった数多くの分野にまたがる。

## 自然意味的メタ言語
ヴェジビツカは、1972年の著作 "Semantic Primitives" において、言語と意味に関する理論である、自然意味的メタ言語理論を提唱した。

## 出版物

### 著作
- 『アンナ先生の言語学入門』東京外国語大学出版（2011）. ISBN 978-4904575161.

- (co-authored with Cliff Goddard) Words and Meanings: Lexical Semantics Across Domains, Languages, and Cultures. Oxford UP (2014). ISBN 9780199668434
- Imprisoned in English. The Hazards of English As a Default Language, Oxford UP (2013). ISBN 978-0-19-932150-6
- Experience, Evidence, and Sense: The Hidden Cultural Legacy of English (2010). ISBN 0-19-536801-0
- English: Meaning and culture (2006). ISBN 0-19-517474-7
- What Did Jesus Mean? Explaining the Sermon on the Mount and the Parables in simple and universal human concepts (2001).
- Emotions Across Languages and Cultures: Diversity and universals (1999).
- Understanding Cultures Through Their Key Words: English, Russian, Polish, German, Japanese (1997).
- Semantics: Primes and Universals (1996).
- Semantics, Culture and Cognition: Universal human concepts in culture-specific configurations (1992).
- Cross-cultural pragmatics: The semantics of human interaction (1991).
- The Semantics of Grammar (1988).
- English Speech Act Verbs: A semantic dictionary (1987).
- Lexicography and Conceptual Analysis (1985).
- The Case for Surface Case (1980).
- Lingua Mentalis: The semantics of natural language (1980).
- Semantic Primitives (1972).

### 論文
ヴェジビツカは、言語学、人類学、心理学、認知科学、哲学、宗教学など様々な分野に及ぶ学術雑誌で、300以上の研究論文を発表してきた。